# 크리스티안 불프
크리스티안 빌헬름 발터 불프(독일어: Christian Wilhelm Walter Wulff, 문화어: 크리스티안 울프, 1959년 6월 19일~)는 독일의 보수 독일 기독민주연합(CDU) 정치인으로서 독일의 제10대 연방대통령(Bundespräsident, 2010년 6월 30일~2012년 2월 17일)이다. 1990년 변호사가 되어 1994년까지 활동하였으며, 2003년부터 2010년 상반기까지 니더작센주의 주수상(Ministerpräsident)을 지냈다.
제9대 연방대통령 호르스트 쾰러(Horst Köhler)가 중도 사임하자, 2010년 6월 독일 사회민주당(SPD)과 녹색당 연합 후보인 요아힘 가우크를 누르고 연방대통령에 선출됐다. 니더작센주지사 시절인 2008년에 자신의 주택 자금을 차입하는 과정에서 직권을 남용했다는 비판이 일자 2012년 2월 중도 사임했으나 법원에서 무죄 판결받았다.

## 생애
오스나브뤼크에서 태어나서. 양친이 이혼하고, 아버지가 가족을 버렸기 때문에 다발생경화증을 앓고있던 어머니를 16세에 간호하고, 여동생들을 키웠다. 김나지움 재학 중의 1975년에 독일 기독교 민주연합입당. 같은 당의 청소년조직인 Schüler Union (약칭: SU)에서 활동하고, 1978년부터 1980년까지 SU 전국대표를 맡았다. 1979년에 오스나브뤼크 대학에 입학해 경제법을 중점으로 법학을 공부했다. 재학 중에도 독일 기독민주연합 청소년 조직인 Junge Union Deutschlands (약칭: JU)에서 활동하고, 1979년부터 1983년까지 그 대표위원을 맡고, 1983년부터 1985년까지는 니더작센주를 대표해서 맡았다. 또 1984년부터 같은 주의 CDU 대표부에 들어갔다. 1987년 제1차 법조시험에 합격했고 1990년에는 제2차 법조시험(국가사법시험)에 합격, 변호사자격을 취득했다.
1986년, 오스나브뤼크 시의회의원에 당선(-2001년)했다. 1989년부터 같은 시 의회에서 CDU 의원단장을 맡았다. 1994년 니더작센주의 주의회 의원에 당선, CDU의 주대표 및 주의회 대표에 취임했다. 연이은 1994년 주수상 선거에서는 독일 사회민주당(SPD)의 집권 슈레더 주수상에게 도전했지만 패배했고, 1998에도 겨뤘지만 패배했다.1998년 11월에는 직전의 연방의회 선거에서 패배한 CDU의 4인 부당수의 1인에 올랐다. 슈레더가 연방수상에 당선한 후인 2003년 3월 주의회선거에서 집권 주수상 지크마르 가브리엘 (Siegmar Gabriel)의 SPD를 누르고 주수상에 당선됐다. 불프 내각은 CDU 각료 7인과 자유민주당(FDP) 각료 2인의 연립정권이었다.

### 연방 대통령직의 사임
니더작센주 총리 시절인 2008년 가을 주택 구입을 위해 사업가인 지인으로부터 시중금리보다 현저히 낮은 연리 4% 조건으로 50만 유로의 부도덕한 사채를 쓴 의혹을 받고 2012년 2월 17일에 사임했다.
2008년 가을 아내와 함께 옥토버페스트를 보려고 뮌헨에 갔을 때 영화제작사 대표인 데이비드 그뢰네볼트로부터 720 유로(한화 105만원)의 호텔 숙박비를 지원받은 혐의를 받아왔다.
검찰은 불프가 이후 엔지니어링 기업인 지멘스로 하여금 그뢰네볼트의 영화 제작을 지원하도록 로비한 것으로 보고 2013년 4월 기소하면서 불프에게 2만 유로(2천920만원)의 벌금형에 처하는 약식기소에 합의할 것을 제안했으나 "법정에서 무죄를 밝히겠다"며 거절하고 독일 역대 대통령 중 처음으로 법정에 섰다.
독일 하노버 지방법원은 2014년 2월 27일 불프 전 대통령에 대한 향응 수수 및 직권 남용 혐의에 관해 무죄를 선고했다. 2013년 11월 독일내 여론조사 결과 응답자의 49%가 그의 공직 복귀를 찬성한다고 답해 반대한다는 응답률(47%)보다 높앞다.

## 역대 선거 결과
| 선거명      | 직책명        | 대수 | 정당   | 1차 득표율 | 1차 득표수 | 2차 득표율 | 2차 득표수 | 3차 득표율 | 3차 득표수 | 결과 | 당락 |
| ----------- | ------------- | ---- | ------ | ---------- | ---------- | ---------- | ---------- | ---------- | ---------- | ---- | ---- |
| 2010년 선거 | 독일의 대통령 | 10대 | 무소속 | 48.3%      | 600표      | 49.7%      | 615표      | 50.2%      | 625표      | 1위  |      |